# Andrés Andrade (tenista)
Andrés Andrade (Guayaquil, 14 de diciembre de 1998) es un tenista ecuatoriano. Desde el 2022 forma parte del equipo ecuatoriano de Copa Davis.

## Títulos Challenger

### Individuales (0)

#### Finalista (2)
| N.º | Fecha                | Torneo                                            | Superficie    | Oponente en la final | Resultado |
| --- | -------------------- | ------------------------------------------------- | ------------- | -------------------- | --------- |
| 1.  | 28 de abril de 2024  | Challenger de Savannah, Estados Unidos            | Tierra batida | Alexander Ritschard  | 2–6, 4–6  |
| 2.  | 17 de agosto de 2024 | Challenger de Santo Domingo, República Dominicana | Tierra batida | Damir Džumhur        | 4–6, 4–6  |

### Dobles (1)
| N.º | Fecha               | Torneo                       | Superficie | Pareja    | Oponentes en la final         | Resultado        |
| --- | ------------------- | ---------------------------- | ---------- | --------- | ----------------------------- | ---------------- |
| 1.  | 20 de julio de 2024 | Challenger de Granby, Canadá | Dura       | Mac Kiger | Justin Boulais Joshua Lapadat | 3–6, 6–3, [10–2] |

#### Finalista (1)
| N.º | Fecha              | Torneo                              | Superficie | Pareja             | Oponentes en la final           | Resultado     |
| --- | ------------------ | ----------------------------------- | ---------- | ------------------ | ------------------------------- | ------------- |
| 1.  | 8 de junio de 2024 | Challenger de Tyler, Estados Unidos | Dura       | Abedallah Shelbayh | Hans Hach Verdugo James Trotter | 6–7(3–7), 4–6 |